# Жуковский, Владислав Иосифович
Владислав Иосифович Жуковский (род. 1937) — математик, доктор физико-математических наук, профессор кафедры оптимального управления факультета ВМК МГУ, заведующий кафедрой математики и механики РосЗИТЛП.

## Биография
Родился 30 апреля 1937 года в Одессе. Окончил мужскую среднюю школу № 48 Челябинска (1954), физико-математический факультет (специальность — механика) Уральского государственного университета им. А. М. Горького (1959).
После окончания университета (1959—1962) преподавал теоретическую механику в технических вузах Челябинска. В 1962 году поступил в очную аспирантуру кафедры теоретической механики ВЗИТЛП (ныне Российский заочный институт текстильной и лёгкой промышленности (РосЗИТЛП), г. Москва).
Кандидат физико-математических наук (1966), тема диссертации: «Некоторые задачи условной устойчивости» (научный руководитель В. М. Старжинский). Доктор физико-математических наук (1989), тема диссертации: «Равновесия в позиционных динамических системах». Учёное звание — профессор (1989).
Заслуженный деятель науки Российской Федерации (1998). Почётный член Академии Нелинейных наук (2000). Иностранный член Академии наук Грузии (2002). Жуковский — член локального исполнительного Комитета Российского отделения Международного общества «Динамические игры» (The International Society of Dynamic Game — GSM) и член International Society on Multiple Criteria Decision Making (MCDM), состоит в редколлегиях трёх научных журналов.
После окончания аспирантуры был оставлен для преподавания в РосЗИТЛП, где работал в должностях старшего преподавателя (1965—1968), доцента (1968—1990), профессора (с 1990), заведующего кафедрой математики и механики (с 1989).
Работает в Московском университете по совместительству (с 1997) в должности профессора кафедры оптимального управления факультета ВМК МГУ.
Область научных интересов: теория устойчивости, дифференциальные игры многих лиц, многокритериальные и игровые динамические задачи при неопределённости.
В теории устойчивости Жуковским предложен метод построения областей условной устойчивости с помощью набора функций Ляпунова; такие области построены в ряде критических случаев. В области дифференциальных игр многих лиц им разработаны теоретические основы таких игр с запаздыванием времени; формализованы и исследованы новые понятия равновесных решений в позиционных бескоалиционных дифференциальных играх. Созданы также основы теории многокритериальных и игровых динамических задач при неопределённости.
Подготовил 26 кандидатов наук. Опубликовал более 200 работ, включая 16 монографий.